# Ceratitis venusta
Ceratitis venusta är en tvåvingeart som först beskrevs av Munro 1956.  Ceratitis venusta ingår i släktet Ceratitis och familjen borrflugor. Inga underarter finns listade i Catalogue of Life.